# Escudo de Fuenlabrada
El escudo de Fuenlabrada es el símbolo más representativo de la ciudad de Fuenlabrada. Al igual que con la bandera existe un escudo logotipado para su uso común en los rótulos institucionales.
Fue aprobado en 2006 sustituyendo al antiguo escudo heráldico, dado que este había caído en completo desuso.
Se emplea en los actos de alto protocolo, tiene su origen en el escudo heráldico anterior y está dividido en tres cuarteles; dos superiores y uno inferior. En el primer cuartel, de azur, aparece  en plata la fuente que da origen al nombre de la ciudad; en el segundo, de gulés, un castillo en oro aclarado de azur (como signo de pertenencia al Reino de Castilla bajo el cual fue fundada la ciudad); en el tercer cuartel aparecen 11 franjas alternándose oro y azur que representan campos de labranza, como símbolo del pasado agrícola de la ciudad. Sobre estas franjas se añadió un nuevo elemento: dos ramas de olivo cruzadas en sinople, icono que representa que Fuenlabrada es una ciudad de Paz y Convivencia.